# ابن الصباغ الجذامي
محمد بن أحمد بن الصباغ الجذامي، أبي عبد الله، شاعر صوفي أندلسي، عاش في الحقبة الأخيرة من دولة الموحدين في المغرب على زمن الخليفة المرتضى، ولا تذكر المصادر الكثير عنه. لم يُحفظ له سوى نسخة خطية واحدة من ديوانه تدور كلها حول المدائح النبوية والزهد.